# Robert Jelinek
Robert Thomas Jelinek (født 20. september 1969 i Solna) er en svensk skuespiller.

## Filmografi (udvalg)
- 1987 – Stockholmsnatt
- 1988 – PS Sista sommaren
- 1998 – Beck – Vita nätter
- 1999 – Dödlig drift
- 2000 – Naken
- 2006 – Emblas hemlighet (TV)
- 2007 – Gynekologen i Askim (TV)
- 2007 – Labyrint (tv-serie)
- 2007 – Arn: Tempelridderen
- 2009 – Wallander – Prästen